# Федерация компьютерного спорта России
Федерация компьютерного спорта России (ФКС России) — общероссийская общественная организация, ответственная за развитие в России массового компьютерного спорта (киберспорта РФ).
Основана в 2000 году и является членом Международной федерации компьютерного спорта (International e-Sports Federation). Занимается организацией и проведением массовых спортивных соревнований (Чемпионат России по компьютерному спорту, Кубок России по киберспорту, Всероссийская киберспортивная студенческая лига, Школьная киберспортивная лига, Чемпионат России по интерактивному футболу, Кубок России по интерактивному футболу), обучением и аттестацией спортивных судей, аккредитацией площадок, подготовкой методических материалов, образовательными проектами, развитием клубов и секций.

## Права и обязанности
Приказом Министерства спорта РФ № 618 от 05.07.2017 г. Федерация компьютерного спорта России наделена правами и обязанностями общероссийской спортивной федерации по виду спорта «Компьютерный спорт»:
- Подавать соревнования в ЕКП (единый календарный план) Минспорта РФ и проводить официальные чемпионаты и кубки России, а также международные соревнования;
- Формировать сборную России;
- Разрабатывать правила по виду спорта и вносить их на утверждение в Минспорта РФ;
- Вносить изменения в ЕВСК (Единая всероссийская спортивная классификация, которая содержит критерии присвоения разрядов и званий) по компьютерному спорту;
- Устанавливать квалификационные требования для судей по виду спорта;
- А также всё остальное, предусмотренное ст. 16 Федерального закона от 04.12.2007 N 329-ФЗ «О физической культуре и спорте в РФ».

## История
Федерация компьютерного спорта России основана 24 марта 2000 года.
С момента создания провела более 1000 российских и международных турниров, включая российские квалификации на World Cyber Games (соревнования, приравненные к чемпионату мира по киберспорту и проводившиеся до 2013 года).
В 2001 году добилась официального признания компьютерного спорта в России (приказ Госкомспорта России № 449 от 25.07.2001 г.).
В 2006 году киберспорт потерял свой статус по формальным причинам, связанным с отсутствием практики протоколирования результатов соревнований в регионах РФ.
В 2016 году ФКС России (после массового открытия региональных отделений и введения системы протоколирования результатов турниров) снова добилась признания компьютерного спорта и включения его во всероссийский реестр видов спорта (приказ Минспорта РФ от 29.04.2016 г.). В 2017 г. компьютерный спорт был переведён во второй раздел реестра, где находятся «виды спорта, развиваемые на общероссийском уровне» (приказ Минспорта РФ от 16.04.2017 г.).
5 июля 2017 г. приказом Министерства спорта РФ № 618 от 05.07.2017 г. ФКС России наделена правами и обязанностями общероссийской спортивной федерации по виду спорта «Компьютерный спорт» сроком на один год.
Приказом Министерства спорта РФ № 562 от 15.06.2018 г. ФКС России аккредитована и наделена статусом общероссийской спортивной федерации по виду спорта «Компьютерный спорт» (киберспорт) сроком на 4 года.
23 августа 2018 году ФКС России и Почта Банк объявили о запуске совместной программы, в рамках которой появился интернет-портал для начинающих киберспортсменов Cyberlab, Почта Банк поддерживал крупные российские турниры, а также выпустил карту.
10 июня 2019 года ФКС России вошла в учредительный совет Европейской федерации киберспорта — новообразованный орган, в который вошли 20 киберспортивных федераций из 18 стран.
После открытия региональных отделений ФКС России на территории ДНР и ЛНР, Федерация киберспорта Украины подала жалобу в Международную федерацию киберспорта, расценив это как вмешательство в дела организации. 19 января 2024 года жалоба была удовлетворена и членство России в IESF было приостановлено.

## Соревнования
Ключевые соревнования Федерация компьютерного спорта России:
- Кубок России по киберспорту[4]. Ежегодно проводится начиная с 2016 года. В 2019 году в турнире приняло участие более 25 000 человек.
- Чемпионат России по компьютерному спорту[21]. Ежегодно проводится начиная с 2018 года. Является официальным Чемпионатом России, включенным по вторую Часть единого календарного плана межрегиональных, всероссийских и международных физкультурных мероприятий и спортивных мероприятий на 2018 год, утвержденного приказом Минспорта России от 27 декабря 2017 г. № 1107
- Всероссийская киберспортивная студенческая лига[5]. Ежегодно проводится начиная с 2016 года. С 2019 года является официальными всероссийскими соревнованиями и внесена в Календарный план всероссийских физкультурных мероприятий Министерства Спорта Российской федерации[22]
- Школьная киберспортивная лига[23]. Ежегодно проводится начиная с 2018 года. С 2019 года является официальными всероссийскими соревнованиями и внесена в Календарный план всероссийских физкультурных мероприятий Министерства Спорта Российской федерации[22]

- Чемпионат России по интерактивному футболу (киберфутболу). Ежегодно проводится начиная с 2017 года совместно с Российским футбольным союзом[6].
- Кубок России по интерактивному футболу. Ежегодно проводится начиная с 2018 года совместно с Российским футбольным союзом.

## Руководство
- Президент — Дмитрий Смит (избран на состоявшемся 11 марта 2017 г. X внеочередном съезде Федерации компьютерного спорта России)[24]. Сооснователь ФКС России. Один из первых российских киберспортсменов, в 1990-х — лидер клана Orky, неоднократный чемпион и призёр крупных турниров по StarCraft. Выступал под игровым именем Dilvish[25].